# 蓮華生輝
蓮華生輝（英語：Sacred Kingdom，來港前稱，2003年11月18日－2019年3月7日），是一匹曾在香港出賽的賽駒，練馬師是姚本輝，為2007/2008馬季最佳短途馬、2008/2009馬季最受歡迎馬匹和最佳短途馬、2009/2010馬季最受歡迎馬匹、最佳短途馬和香港馬王、2010/2011馬季最佳短途馬，以及2011/2012馬季終身成就獎得主。「蓮華生輝」曾經是沙田馬場草地1000米（54秒70，後來被「忠心勇士」的54秒69打破）、草地1200米的場地紀錄保持者（1分7秒50，其後被「嘉應高昇」的1分7秒43打破），競賽生涯中兩勝國際一級賽。

## 競賽生涯

### 出賽前
2005年，當蓮華生輝在周歲時，在墨爾本的精選拍賣會上，以20萬澳元成交。

### 2006-07年馬季
2006年12月首次在第四班1000米讓賽亮相，即使該場比賽出閘笨拙甚至出現失位，到最後300米輕鬆拋離對手勝出。12月26日第二次出戰第三班1000米，這場成為大熱門，沒出現第一次出賽的問題，輕鬆拋離其他對手，再次取得勝利。接著在1月20日出戰第三班1000米及3月31日的第一班1000米，同樣輕鬆取勝，更於3月31日的第一班1000米，以54.7秒打破由大殺手的55.1秒場地記錄時間。
5月1日首次出戰第一班1200米盃賽夏佳理錦標，在比賽中留守內欄，在最後二百米仍落後前領馬，這個時候突然發力，從至勇名駒及電光火力之間穿插，最後拋離兩個馬位輕鬆勝出。5月24日，首次挑戰級際賽，參加沙田銀瓶，同樣五連捷的無敵神駒亦宣告出戰，馬會亦以巴西對阿根廷足球大戰比喻這場大戰。蓮華生輝當場被捧成大熱門，雖然一度領先，最後一百米無以為繼，更被綠色駿威及大冷門心中有理後上趕過，最終以第四名過終點，賽後列高力批評姚本輝讓蓮華生輝短時間出戰，使姚本輝和列高力騎練關係出現不和。有評論怪責騎師列高力發揮不好。

### 2007-08年馬季

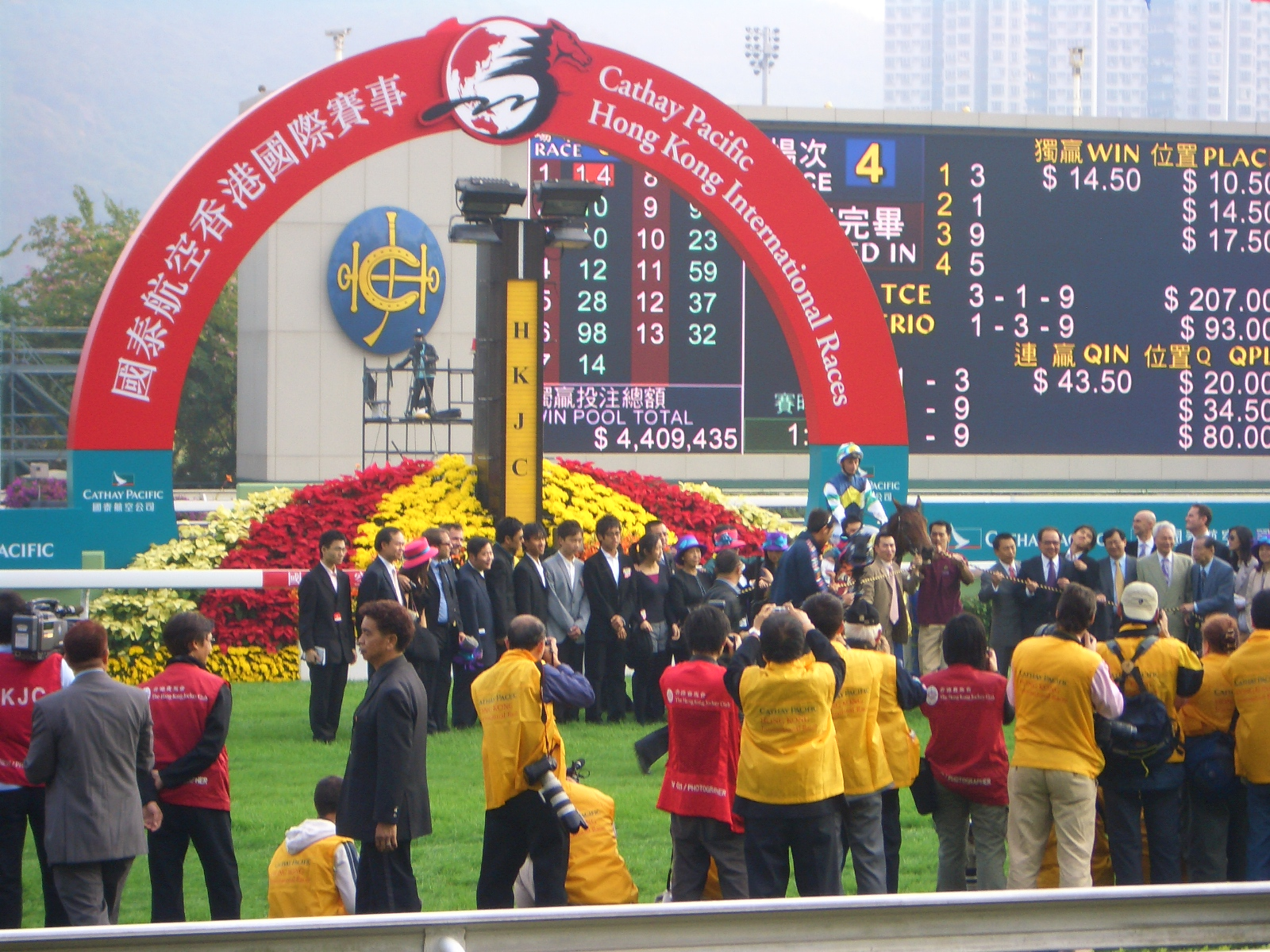
蓮華生輝贏得香港短途錦標後，與馬主及練馬師的大合照

蓮華生輝經過了新的馬季，相隔四個多月後再次出賽。在馬季前，姚本輝決定將此駒由巫斯義策騎，10月1日挑戰1000米沙田短途錦標，這場比賽在主要對手無敵神駒缺陣下輕鬆勝出，賽後姚本輝更表示馬匹目標直指國際賽。11月17日在香港短途錦標預賽出賽，再與無敵神駒同場對賽，再被捧成1倍多大熱門，比賽中馬匹更在終點前50米收韁，贏得非常輕鬆，沒有一駒能對蓮華生輝造成威脅，並以1分07秒5打破沙田1200米場地記錄時間，反而無敵神駒表現失準，蓮華生輝在這場比賽贏得相當輕鬆。
12月9日，蓮華生輝首次參加國際賽，在香港短途錦標列陣，馬匹再被捧成1倍多的大熱門，早段留守中間位置，直路時開始發力，最後200米走勢漸見勝機，剩下100米時開始抱離其他對手，以二又四分一馬位勝出擊敗騏綵勝出這場賽事。賽後姚本輝表示考慮將此駒參與外國級際賽事，但仍以香港比賽為重心，下一個目標是香港短途三關系列賽。
2008年1月27日，出戰百週年紀念短途盃，被捧成1.1倍的大熱門。起步時與紙醉金迷碰撞，在比賽最後四百米一度領先，但騏綵跟著蓮華生輝，在臨過終點被騏綵趕過，只能取得亞軍。2月17日出戰主席短途獎，雖然上仗敗於騏綵之下，但仍為大熱門，最後一百米已經穩奪冠軍，順利取勝。賽後，姚本輝表示有意將牠遠征日本中山競馬場的日本短途馬錦標。
3月16日出戰女皇銀禧紀念盃，首次在1400米賽事亮相，轉到最後直路時，遭到多匹馬圍困無法上前，到最後一百米才能找到空位後上，可惜以半個馬位負於率先突圍的好爸爸。
由於巫斯義在兩場大有機會勝出的比賽失機，幕後人士對巫斯義不滿的聲音日漸增加，因此決定將此駒策騎權給予鄭雨滇，在5月1日出戰二級賽國美短途錦標，比賽期間在中段留後，直路時已經抽出較外位置，最後二百米超越其他馬匹，從容勝出。更自動當選為冠軍人馬獎最佳短途馬。
馬季結束後鄭雨滇接受星島日報訪問表示，來季策騎權落入姚本輝馬房主帥馬偉昌手中。

### 2008-09年馬季
蓮華生輝在季前已報名準備參與短途馬錦標，並被日本中央競馬會接納出賽。蓮華生輝在6月30日證實不良於行，需要接受觀察。在9月2日的試閘中，推騎表現一般，更在試閘中擦中左腳，十匹馬當中只得第七，而蓮華生輝試閘的結果是試閘檢驗不合格。雖然蓮華生輝左腳傷患恢復，但考慮到出戰短途馬錦標未能回復十成狀態，姚本輝決定放棄出戰短途馬錦標，結果出征日本計劃亦告取消。
10月蓮華生輝復操，原定以香港短途錦標為目標，但未能回復狀態迴避香港短途錦標，期間蓮華生輝繼續正常操練，終被安排參戰2月1日舉行百週年短途錦標。較早前姚本輝與馬偉昌解除馬房騎師合約，因而再度猜度蓮華生輝的策騎騎師，2009年1月20日蓮華生輝在一組草地試閘由鄭雨滇策騎，在該試閘勝出亞軍四個多馬位，鄭雨滇決定在當天策騎蓮華生輝。蓮華生輝閘前不安，開閘後跟隨安畋，在直路受到安畋外閃影響，未能超越前馬從而對頭馬造成威脅，結果只得第四。
蓮華生輝已被安排報名角逐主席短途獎，將由杜利萊策騎。比賽中後途一度受阻，最終在多匹馬爭取有利名次下，以頸位之差屈居季軍。蓮華生輝出戰參與女皇銀禧紀念盃，被捧成次熱門。比賽起步欠順，轉彎時更在大外疊追上，但追上反應一般，只得第六。
接著，蓮華生輝被安排角逐短途錦標（前稱國美錦標），改配柏寶，在比賽成功找到空位，與帝聖龍駒爭持不下，幾乎併頭過終點，最後馬會更要將相片放大才能清楚顯示以鼻位之差擊退對手，相隔一年再次勝出賽事。並與另一匹香港代表創惑已在5月11日出發新加坡準備參與克蘭芝馬場舉行的KrisFlyer國際短途錦標，與澳洲老馬兼併目標以及在新加坡七戰不敗火箭人正面交鋒，在轉至直路後火箭人彈離眾馬，但蓮華生輝在柏寶力迫下漸漸迫近火箭人，在最後以一個頭馬對手，打破了火箭人克蘭芝馬場1200米的紀錄時間。
在新加坡比賽後，返回香港，5月24日在沙田馬場舉行祝捷儀式，並宣佈出戰皇家雅士谷賽馬日的其中一場賽事金禧錦標，有關方面已經交出4萬5千英磅的補充報名費。在6月8日離開香港，並由法國以陸路前往英國，比賽前在雅士谷以西Manton的練馬師梅衡基地內訓練。在比賽前曾經在最後衝刺時帶先，不過在稍稍領先的時候力度較弱，反被其他馬超越，最後以第五名完成，練馬師姚本輝指出敗因是馬匹不適應起伏不定的場地。

### 2009-10年馬季

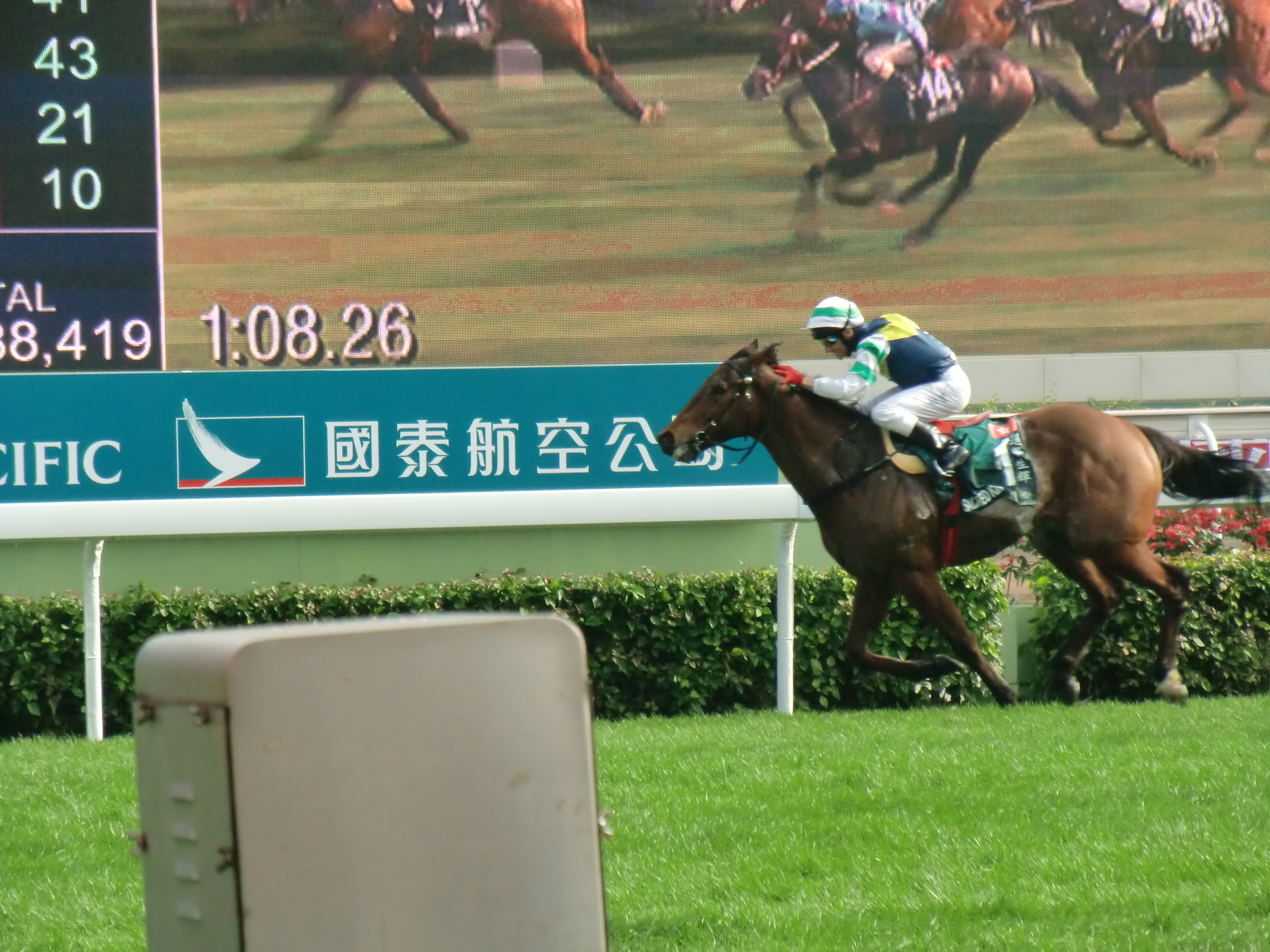
蓮華生輝出戰香港短途錦標衝線前的一刻。

姚本輝在馬季歇暑時指出如果蓮華生輝狀態良好將會出戰短途馬錦標，蓮華生輝被日本中央競馬會獲批准其參賽資格。但其後練馬師發現蓮華生輝的蹄甲有問題而決定放棄征日，未參與賽前一個多星期的特別為蓮華生輝而設的草地試閘。
姚本輝表示會將目標指為年尾的香港短途錦標。因而出戰香港短途錦標預賽，在短途錦標預賽中，直路透出挑戰新銳馬鳥語花香，但是較輕磅的對手很輕鬆在最後一百米透出，結果以兩個馬位之差屈居亞軍。
12月13日角逐香港短途錦標。由於鳥語花香出戰香港一哩錦標，蓮華生輝成為當場的大熱門，果然在賽事中不負眾望，最後力壓同一世界奪魁。
2010年1月31日角逐百周年紀念短途盃，約300米左右超越極奇妙取得領先優勢，輕鬆取勝。三星期後角逐主席短途獎，由於曾在香港短途錦標預賽擊敗過蓮華生輝的鳥語花香亦有角逐，因此賠率與對手不相伯仲，蓮華生輝成為最終賠率的大熱門，起步後略為落後，跟在第五、六位置，轉彎時已貼近鳥語花香，剩下400米時，從極奇妙以及新力勁之間穿插，再超越領前的帝聖龍駒，穩奪勝果。
賽後姚本輝考慮角逐香港速度系列尾關女皇銀禧紀念盃或高松宮紀念賽。最終放棄角逐女皇銀禧紀念盃，原本在3月28日與極奇妙角逐高松宮紀念賽，馬匹在出發前逗留機上時有異，立即召回香港賽馬會獸醫，檢查後證實患上絞腸痧，並即時返回沙田馬場接受手術，被迫取消角逐高松宮紀念賽。蓮華生輝並無大礙，但已決定不角逐季內餘下賽事。在馬季結束前復操。
在季尾的冠軍人馬獎，蓮華生輝終於贏得香港馬王，並包辦三個獎項，另外兩個獎項是最佳短途馬、最受公眾歡迎馬匹。

### 2010-11年馬季
蓮華生輝避戰短途馬錦標後，季內第一場賽事是10月1日舉行的沙田短途錦標，在這場比賽，需要負133磅重磅上陣。大熱門更讓給成績良好的雌馬金德寶，在直路300米左右已經貼近試圖突圍的金德寶，並輕鬆超越對手，最後100米收韁取勝。接著角逐馬會短途錦標，在有外國馬參戰之下，仍然為1.5倍的大熱門，起步有多匹馬搶放，選擇留在較後的位置，沿途在外疊角逐，在直路展開後追，但是最後100米突然乏力，在負不到一個馬位之下跑第五。在12月12日的香港國際賽日，蓮華生輝跟世界各地短途馬一起角逐香港短途錦標，以2.4倍成為大熱門。起步留守於稍前的位置，在直路受困未能在外檔望空。騎師柏寶安排蓮華生輝於內欄發力，一度跟火箭人併頭住終點。蓮華生輝於最後100米乏力﹐最終力拚之下不敵南非代表卡通飛機及新加坡代表火箭人，落後3/4馬位跑第三。
2011年1月16日出戰百週年紀念短途盃，仍然成為大熱門，在直路輕鬆抽出，以接近一個馬位距離擊敗點心，是柏寶停賽八個賽馬日後復出首場分級賽。在2月5日舉行的主席短途獎中，蓮華生輝勝出的話就可以追平精英大師以及永勝18勝的香港紀錄。在直路一度走勢不錯，但是未能威脅領前的點心，結果跑第二而回。兩個月角逐三級賽洋紫荊短途錦標，在比賽初段不願與馬群之間展步，一度落後，到直轉貼到外欄後上，後勁凌厲的蓮華生輝開始挑戰金德寶，可惜未能超越對手只得第二。
5月1日角逐二級賽短途錦標，在賽事中後上時遇到了活力飛駒的阻擋，遲遲未能展開後勁，開始追止對手後，卻未能追上萬事佳只得亞軍。柏寶在該賽事的騎師已經備受批評。在柏寶一再犯錯下，於新加坡舉行的KrisFlyer國際短途錦標換上了澳洲騎師薄奇能，在比賽中跟上較前的位置，末段在第二位挑戰火箭人之際，但馬匹終點前力弱，只能以第六名完成。蓮華生輝遇上一個不完美的馬季，但是仍然連續四年成為最佳短途馬匹。
在季後，馬主冼鏡昱坦然承認馬匹再難有突破，希望在八歲的時候仍能勝出香港短途錦標。

### 2011-12年馬季
蓮華生輝新的主力騎師是潘頓，首戰是沙田短途錦標，在該賽事與其他馬處於均勢，起步稍慢，於直路繞過多匹馬追過率先突圍的盈彩繽紛，但最終100米只能與對手維持均勢，以半個馬位屈居亞軍。其後姚本輝讓蓮華生輝休息直接角逐香港短途錦標，在排14檔不利檔位下，結果只能以第十名完成，是出道以來最差的成績。
2012年1月15日在百週年紀念短途盃中出賽，末段看似發揮不錯的走勢，但一直未能威脅鷹之團等馬，以半個馬位之差以第五名完成。後來馬主希望巫斯義能帶來機會，相隔接近四年再度由巫斯義策騎，接著在1200米的主席短途獎中同樣抽到大外檔，結果十二匹馬中只能以第十一名完成。4月1日角逐洋紫荊短途錦標，起步後出閘緩慢，其後巫斯義追上失地，但直路乏力而回。賽後，馬主冼鏡煜表示，蓮華生輝已經八歲，戰鬥力大不如前，於是決定讓蓮華生輝退役，回到澳洲。香港賽馬會於4月5日接納牠的退役申請。4月21日香港賽馬會為牠在沙田馬場舉行蓮華生輝歡送儀式，與馬迷見最後一面。在7月15日舉行的冠軍人馬獎中，獲頒發終身成就獎，以表揚牠在競賽生涯的成就。

## 詳細賽績
| 日期       | 馬場   | 距離 | 班次 | 賽事名稱                   | 負重   | 騎師   | 名次/出馬 | 時間      | 與頭馬距離 | 冠軍（亞軍）    |
| ---------- | ------ | ---- | ---- | -------------------------- | ------ | ------ | --------- | --------- | ---------- | --------------- |
| 2/12/2006  | 沙田   | 1000 |      | 第四班讓賽                 | 125    | 列高力 | 1/14      | 0:57.6    | 2 3/4      | （勝利明燈）    |
| 26/12/2006 | 沙田   | 1000 |      | 第三班讓賽                 | 117    | 列高力 | 1/13      | 0:56.3    | 2 1/4      | （勁力寶蹄）    |
| 20/1/2007  | 沙田   | 1000 |      | 香港大學校友會挑戰盃 (3班) | 131    | 列高力 | 1/14      | 0:57.3    | 1          | （勁力寶蹄）    |
| 31/3/2007  | 沙田   | 1000 |      | 第一班讓賽                 | 116    | 列高力 | 1/14      | R0:54.7   | 1          | （寶樹友盈）    |
| 1/5/2007   | 沙田   | 1200 |      | 夏佳理錦標 (1班)           | 114    | 列高力 | 1/10      | 1:07.8    | 2          | （帝聖名駒）    |
| 24/5/2007  | 沙田   | 1200 | HKG3 | 滙豐卓越理財沙田銀瓶       | 123    | 列高力 | 4/12      | 1:08.1    | 2 1/2      | 無敵神駒        |
| 1/10/2007  | 沙田   | 1000 | HKG3 | 沙田短途錦標               | 119    | 巫斯義 | 1/14      | 0:55.9    | 1 1/2      | （寶樹友盈）    |
| 17/11/2007 | 沙田   | 1200 | HKG2 | 香港短途錦標預賽           | 123    | 巫斯義 | 1/10      | R1:07.5   | 2 3/4      | （騏綵）        |
| 27/1/2008  | 沙田   | 1200 | G1   | 香港短途錦標               | 126    | 巫斯義 | 1/13      | 1:08.4    | 2 1/4      | （騏綵）        |
| 27/1/2008  | 沙田   | 1000 | HKG1 | 百週年紀念短途盃           | 126    | 巫斯義 | 2/8       | 0:56.5    | 短頭       | 騏綵            |
| 17/2/2008  | 沙田   | 1200 | HKG1 | 主席短途獎                 | 126    | 巫斯義 | 1/8       | 1:08.6    | 1 1/2      | （騏綵）        |
| 16/3/2008  | 沙田   | 1400 | HKG1 | 女皇銀禧紀念盃             | 126    | 巫斯義 | 2/12      | 1:21.4    | 1/2        | 好爸爸          |
| 1/5/2008   | 沙田   | 1200 | HKG2 | 國美短途錦標               | 128    | 鄭雨滇 | 1/8       | 1:08.5    | 3/4        | （燦惑）        |
| 1/2/2009   | 沙田   | 1000 | HKG1 | 百週年紀念短途盃           | 126    | 鄭雨滇 | 4/12      | 0:57.15   | 1 1/2      | 創惑            |
| 22/2/2009  | 沙田   | 1200 | HKG1 | 主席短途獎                 | 126    | 杜利萊 | 3/10      | 1:09.55   | 頸位       | 點心            |
| 15/3/2009  | 沙田   | 1400 | HKG1 | 女皇銀禧紀念盃             | 126    | 杜利萊 | 6/13      | 1:21.69   | 4 1/4      | 再領風騷        |
| 1/5/2009   | 沙田   | 1200 | HKG2 | 短途錦標                   | 123    | 柏寶   | 1/10      | 1:08.48   | 短鼻       | （帝聖龍駒）    |
| 17/5/2009  | 克蘭芝 | 1200 | SGG1 | KrisFlyer國際短途錦標      | 57‡    | 柏寶   | 1/13      | R1:07.8   | 頸位       | （火箭人）      |
| 20/6/2009  | 雅士谷 | 6f   | G1   | 金禧錦標                   | 130    | 柏寶   | 5/14      | (1:14.90) | 4-1/4      | 鑑賞家          |
| 22/11/2009 | 沙田   | 1200 | HKG2 | 香港短途錦標預賽           | 123    | 柏寶   | 2/14      | 1:09.51   | 2          | 鳥語花香        |
| 13/12/2009 | 沙田   | 1200 | G1   | 香港短途錦標               | 126    | 柏寶   | 1/14      | 1:09.16   | 1/2        | （同一世界）    |
| 31/1/2010  | 沙田   | 1000 | HKG1 | 百週年紀念短途盃           | 126    | 柏寶   | 1/9       | 0:55.37   | 3/4        | （極奇妙）      |
| 21/2/2010  | 沙田   | 1200 | HKG1 | 主席短途獎                 | 126    | 柏寶   | 1/9       | 1:09.23   | 1-3/4      | （新力勁）      |
| 1/10/2010  | 沙田   | 1000 | HKG3 | 沙田短途錦標               | 133    | 柏寶   | 1/10      | 55.95     | 1-1/4      | （金德寶）      |
| 21/11/2010 | 沙田   | 1200 | G2   | 馬會短途錦標               | 128    | 柏寶   | 5/12      | 1:08.96   | 3/4        | 火箭人 同一世界 |
| 12/12/2010 | 沙田   | 1200 | G1   | 香港短途錦標               | 126    | 柏寶   | 3/14      | 1:08.96   | 3/4        | 卡通飛機        |
| 16/1/2011  | 沙田   | 1000 | HKG1 | 百週年短途紀念盃           | 126    | 柏寶   | 1/8       | 56.52     | 3/4        | （點心）        |
| 5/2/2011   | 沙田   | 1200 | HKG1 | 主席短途獎                 | 126    | 柏寶   | 2/11      | 1:08.81   | 頸位       | 點心            |
| 9/4/2011   | 沙田   | 1000 | HKG3 | 洋紫荊短途錦標             | 132    | 柏寶   | 2/11      | 55.97     | 頸位       | 金德寶          |
| 1/5/2011   | 沙田   | 1000 | HKG2 | 短途錦標                   | 128    | 柏寶   | 2/8       | 1:09.05   | 1/2        | 萬事佳          |
| 22/5/2011  | 克蘭芝 | 1200 | G1   | KrisFlyer國際短途錦標      | 57公斤 | 薄奇能 | 6/10      | 1:10.08   | 6          | 火箭人          |
| 1/10/2011  | 沙田   | 1000 | HKG3 | 沙田短途錦標               | 133    | 潘頓   | 2/11      | 56.72     | 1/2        | 盈彩繽紛        |
| 11/12/2011 | 沙田   | 1200 | G1   | 香港短途錦標               | 126    | 潘頓   | 10/14     | 1:09.73   | 4-3/4      | 天久            |
| 15/1/2012  | 沙田   | 1000 | HKG1 | 百週年紀念短途盃           | 126    | 潘頓   | 5/12      | 57.14     | 1/2        | 鷹之團          |
| 5/2/2012   | 沙田   | 1200 | HKG1 | 主席短途獎                 | 126    | 巫斯義 | 11/12     | 1:10.29   | 8-1/4      | 時尚風采        |
| 1/4/2012   | 沙田   | 1000 | HKG3 | 洋紫荊短途錦標             | 133    | 巫斯義 | 10/11     | 57.24     | 7-3/4      | 小橋流水        |

‡新加坡官方發佈的負重單位為公斤。
- 賽時內的括號為頭馬時間。
- 英國的官方賽事距離以化郎計算，1化郎約等於201米。

## 外部連結
- 蓮華生輝香港賽馬會賽績資料 （页面存档备份，存于）
- 血統表 （页面存档备份，存于）
- 香港賽馬會開設蓮華生輝blog